# コミュニティデザイン学科
コミュニティデザイン学科（-がっか）は、コミュニティデザイン（Community Design）を学ぶ日本の大学の学科。

## コミュニティデザイン
コミュニティデザインとは、「ある場の中で、個人と個人をつないで（小さな）グループ（=コミュニティ）の形成を行うことや、比較的同質的なグループとグループの関係を作り上げること、さらにはNPOや政府、企業といった異質なグループ間の関係を築くこと」
「人々のつながり方やつながるしくみを設計すること。」
「コミュニティにおいて、かかわる人たちが自分たちで課題解決力を高められるよう、場づくりや仕組みづくりをデザインの力で支援すること。」

「コミュニティの力が衰退しつつある社会や地域のなかで、人と人のつながり方やその仕組みをデザインすること。」
「デザインの力で、人の集団（コミュニティ）が持つ課題解決力を高めるよう支援すること。」
と、多くの用語集や文献で、コミュニティづくりをデザインワークで行うこと、仕組みをデザインすることとしているが、『コミュニティデザイン―人がつながるしくみをつくる―』学芸出版社（2011）や『コミュニティデザインの時代 自分たちで「まち」をつくる』中公新書（2012）などの著書のある山崎亮によると、「人のつながりのデザイン」、「人の集まりが力を合わせて目の前の課題を乗り越え、さらに多くの仲間を増やしながら活動を展開することを支援する」としている。

## 設置大学
- 東北芸術工科大学デザイン工学部
- 跡見学園女子大学観光コミュニティ学部
- 宇都宮大学地域デザイン科学部
- 大谷大学社会学部

## 類似
- 札幌国際大学 - 人文・社会学部社会学科コミュニティデザインコース
- 大阪市立大学 - 工学部 建築学科コミュニティ・デザイン分野
- 岩手大学大学院 - 総合科学研究科（修士課程） 地域創生専攻 地域・コミュニティデザインコース
- 立教大学大学院 - 21世紀社会デザイン研究科比較組織ネットワーク学専攻 研究領域には「コミュニティデザイン学」がある